# Phare d'Hellisøy
Le phare d'Hellisøy (en norvégien : Hellisøy fyr) est un phare côtier situé dans la commune de Fedje, dans le comté de Vestland (Norvège). Il est géré par l'administration côtière norvégienne (en norvégien : Kystverket).
Le phare est classé patrimoine culturel par le Riksantikvaren depuis 2000 .

## Histoire
Le phare est situé sur la petite île d'Hellisøy au sud-ouest de l'île principale de 
Fedge. Il a été mis en service en 1855, ce qui est fait le deuxième phare plus ancien de Norvège. C'est une copie du phare d'Eigerøy (Comté de Rogaland) construit un an plus tôt. Il a été automatisé en 1992. Il utilise toujours sa lentille de Fresnel du 3e ordre installée en 1903.

## Description
Le phare  est une tour cylindrique en fonte de 32 mètres de haut, avec galerie est lanterne, sur une base en granit. Le phare est entièrement rouge avec deux bandes blanches. Son feu continu émet, à une hauteur focale de 46,5 mètres, une lumière blanche avec un éclat blanc puissant toutes les 30 secondes. Sa portée nominale est de 18.8 milles nautiques (environ 35 km).
Il est équipé d'un radar Racon émettant la lettre O en code morse.
Identifiant : ARLHS : NOR-022 ; NF-2000 - Amirauté : B4134 - NGA : 4176 .
|                      |
| Le phare (1890-1900) |

|          |
| Le phare |

|               |
| Plan de coupe |

### Lien connexe
- Liste des phares de Norvège